# أورفة
أورفة أو الرُّها وتُعرف رسميًا باسم شانلي أورفا مدينة تاريخية في جنوب شرق تركيا، وعاصمة محافظة أورفة. مدينة متعددة الأعراق يسكنها العرب والأكراد والأتراك . في منطقة الجزيرة الفراتية بأعالي بلاد ما بين النهرين.
اسمها (بالسريانية: ܐܘܪܗܝ) (نقحرة: أورهَي)، واسمها الآرامي أورهاي (ܐܘܪܗܝ)، ومنها اشتُقت التسمية العربية القديمة: الرُّها. وقد عُرفت في العصور الكلاسيكية، بـ’إديسَّا‘ (باللاتينية: Edessa)؛ باليونانية: Ἔδεσσα إدِسّا).
يبلغ عدد سكان المدينة اليوم حوالي نصف مليون نسمة وهي عاصمة محافظة أورفة الواقعة جنوب شرق تركيا. والمنطقة في قلب الأقاليم السورية الشمالية التي أُخضعت لتركيا بموجب معاهدة لوزان التي عدلت الحدود التي أقرتها معاهدة سيفر عام 1920 بين تركيا من جهة، وبريطانيا وفرنسا من جهة أخرى. وتضم تلك الأقاليم السورية الشمالية، إلى جانب أورفة، أضنة وطرسوس ومرسين وماردين وجزيرة ابن عمر وديار بكر ومرعش وعنتاب كلّس.
يبلغ تعداد سكانها 2.115.256 نسمة حتى نهاية عام 2020  ، وهم خليط من العرب والأكراد مع فئة قليلة من الأتراك. كانت الرُّها مدينة سريانية مهمة تحوي عدداً من الكنائس. وفي عام 1924 هُجِّر معظم السكان المسيحيين على يد القوميين الأتراك. اشتُهر اسم أورفا بسبب المكتشفات الأثرية لموقع كوبيكلي تبه في محيطها. وتعد الديانة الإسلامية اليوم هي الديانة الرئيسية.

## جغرافيًا
تقع أورفة على الحدود بين سفوح جبال طوروس وسهل بلاد ما بين النهرين الكبير. تلتقي هاتان المنطقتان جنوب أورفة، ومن ثم يمتد السهل شمالًا حول حران، ويقطع التلال. وفي الركن الشمالي الغربي من سهل حران، يوجد امتداد آخر في السهل، يتجه هذه المرة نحو الغرب. تقع أورفة في هذا الامتداد الثاني للسهول، خلف التلال عند حافتها الجنوبية.
ويجري عبر أورفة نهر صغير.  يُعرف هذا النهر باسم ديصان، أو «النهر القافز»، نسبةً إلى ميله إلى الفيضان. حاليًا، يتدفق نهر ديسان عبر قناة من صنع الإنسان تتبع الجانبين الشمالي والشرقي للمدينة القديمة المسورة. قبل إنشاء القناة، كان المسار الطبيعي للجدول يقع على الجانب الغربي من المدينة القديمة. بقي جزء من المسار السابق على شكل بركة أسماك تسمى بركة ابراهيم، والتي يرتبط اسمها تقليديًا بالنبي ابراهيم. وإلى الجنوب من مجرى النهر القديم يوجد نبع في كهف بُني فيه مؤخرًا مسجد.

### المناخ
تتمتع أورفة بمناخ البحر الأبيض المتوسط الحار في الصيف. خلال أشهر الصيف، غالبًا ما يتجاوز متوسط درجات الحرارة المرتفعة 40 درجة مئوية (104 درجة فهرنهايت) ويكون أحد أكثر فصول الصيف سخونة في العالم بين الأماكن التي لا تقع في المناطق القاحلة أو شبه القاحلة، في حين أن هطول الأمطار يكاد يكون معدومًا. الشتاء بارد ورطب نسبيًا، والصقيع شائع مع تساقط الثلوج بشكل متقطع. الربيع والخريف دافئان وجافان إلى حد ما.
أعلى درجة حرارة مسجلة: 46.8 درجة مئوية (116.2 درجة فهرنهايت) في 30 يوليو 2000.
أدنى درجة حرارة مسجلة: -12.4 درجة مئوية (9.7 درجة فهرنهايت) في 9 فبراير 1932.

## التركيبة السكانية

### تاريخيًا
تغيرت التركيبة السكانية العرقية والدينية للمدينة على مر القرون وكانت متنوعة إلى حد كبير. في العصور القديمة كانت المنطقة مختلطة باليونانيين والعرب والسريان والأرمن. في وقت الحملة الصليبية الأولى، كان غالبية السكان إما من الأرمن أو الآشوريين.
كان يوجد مجتمع يهودي قديم في أورفة، بلغ عدد أفراده حوالي 1000 شخص بحلول القرن التاسع عشر. وهاجر معظمهم عام 1896 هربًا من المجازر الحميدية، واستقروا بشكل رئيسي في حلب وطبرية والقدس. في عام 1910، كتب إيلي بانيستر سواني أنه باستثناء الأفنديين الأتراك، كانت أورفة مأهولة بالعرب والأكراد وعدد كبير من الأرمن. وأفادت القوات البريطانية بوجود سكان مختلطين قبل الحرب من الأكراد والأتراك و7500 أرمني. ذكرت بطريركية القسطنطينية الأرمنية وجود 25 ألف إلى 30 ألف أرمني في أورفة وضواحيها، من إجمالي عدد السكان البالغ 60 ألف نسمة. بحسب آغا بطروس، كان هناك 7200 سرياني في مدينة أورفة، و8000 في عشر قرى مجاورة. يذكر جوزيف تفينكدجي وجود 200 كلداني. بحسب تقارير من المتصرفية العثمانية لعام 1918، كان هناك 33 ألف تركي، و27 ألف كردي، و12 ألف عربي، و5500 أرمني، و3000 آشوري، و500 يهودي.
أدت الإبادة الجماعية للأرمن والآشوريين، التي نفذتها القوات العثمانية والميليشيات التي يرعاها العثمانيون مثل التشكيلات المخصوصة إلى المذبحة والترحيل والتطهير العرقي لكثير من السكان المسيحيين في أورفة والمنطقة المحيطة بها. بعد إنشاء الجمهورية التركية، غادر معظم السكان غير المسلمين المتبقين المدينة بسبب الاضطهاد المستمر.

#### اللغة
في أوائل القرن التاسع عشر، كانت اللغة السائدة في المدينة هي اللغة التركية، ولكن تحدث السكان أيضًا بالأرمنية والسريانية والكردية والعربية والفارسية. ولوحظ أن الأرمن يتحدثون اللغة التركية مع الغرباء، بينما يتحدث الآشوريون اللغة العربية.

### حاليًا
يسكن المدينة حاليًا بشكل رئيسي العرب والأكراد والأتراك.

#### اللاجئون السوريون
منذ اندلاع الحرب الأهلية السورية، استقرت أعداد كبيرة من اللاجئين من سوريا في أورفة بسبب قربها من الحدود وتوفر فرص العمل. في عام 2017، كان عدد السوريين الذيم يعيشون في أورفة حوالي 300 ألف من إجمالي عدد سكان المحافظة البالغ 750 ألف نسمة. اعتبارًا من عام 2014، كان حوالي 79% من اللاجئين السوريين في أورفة من المتحدثين باللغة العربية، في حين أن 21% الآخرين كانوا من الناطقين بالكردية.
بشكل عام، تجمّع السوريون في أورفة في المناطق التي تكون فيها أسعار إيجارات المنازل أقل؛ تتراوح الإيجارات النموذجية من 600 إلى 900 ليرة (اعتبارًا من عام 2019). غالبًا ما تكون هذه المنازل صغيرة، وغالبًا ما تشترك أكثر من عائلة في نفس المسكن، لذلك قد تستوعب مساحة 100-140 مترًا مربعًا 6-17 شخصًا.  يتركز السوريون ذوو الدخل المنخفض بشكل كبير في الأحياء المتهالكة التي تمتلئ بالعشوائيات التي كان يسكنها في السابق الفقراء الذين انتقلوا إلى أورفة من الريف. العدد الأكبر من السوريين في أورفة يتواجدون في منطقة هاليليه، ويتركزون بشكل خاص في أحياء (محال) ديفتشتي، وأحمد يسيفي، والسليمانية، وباغلارباشي، وشيهيتليك، وجنكيز توبل، وشاير نبي، ويشيلديرك، وإبيكيولو، وسانجاكتار، وإمام باكير، ويافوز سليم. ثاني أعلى تركيز يقع في الأيوبية، التي تضم أحياءها (المحال) أعلى تجمعات للسوريين وهي أيوبنبي، وحياتي حراني، وأيوبكنت، وأكشمستين، وينيس، ومرادية، وديركلي، وكورتلوش. في كلتا الحالتين، يميل السوريون هنا إلى تفضيل المساكن المكونة من طابق واحد، فهذه المساكن ذات إيجارات أقل نسبيًا. تحتوي المنطقة الحضرية الثالثة في أورفة، كاراكوبرو على وجود سوري أقل بكثير. بُنيت معظم مباني هذه المنطقة في العقود الأخيرة، مع الكثير من المساكن الفاخرة متعددة الطوابق ذات الإيجارات المرتفعة التي يفضلها السكان ذوو الدخل المتوسط والمرتفع. اعتبارًا من عام 2014، كانت أكبر تجمعات السوريين في المدينة في محال حياتي حراني (165 عائلة)، وباغلارباشي (115)، وديفتيستي (105)، وأحمد يسيفي (91)، وأيوب نبي (90 عائلة).
غالبًا ما يعاني اللاجئون السوريون في أورفة من صعوبات مالية ومن البطالة. يعيق حاجز اللغة الاندماج في المجتمع المحيط، ويميل العديد من السوريين إلى تشكيل مجتمعاتهم الخاصة ويتفاعلون بشكل أقل مع السكان المحليين الأتراك. يدير العديد من السوريين في أورفة أعمالهم الخاصة؛ تتجمع أماكن العمل التابعة للاجئين السوريين حول شارع شهيت نصرت وشارع أتاتورك وشارع سارايونو وديفانيولو وميدان الهاشمية. يعمل العديد من السوريين أيضًا لحسابهم الخاص كباعة متجولين، إذ يبيعون المواد الغذائية والملابس والألعاب وغيرها من المواد.

قبل عام 2017، كانت العلاقات ودية نسبيًا بين السوريين والأتراك، ولكن بعد عام 2017 بدأت العلاقات في التدهور، إذ يعتقد الكثير من الأتراك بأن السوريين هم المسؤولون عن الركود الاقتصادي. فقد ساهمت الزيادة السريعة في أعداد الشركات المملوكة للسوريين، وانخفاض أجور العمال، والتصور بأن السوريين «عمالة رخيصة» في إثارة المشاعر المعادية للسوريين بين الأتراك. يشعر بعض الأتراك بالاستياء من حقيقة أن اللاجئين السوريين يتمتعون بحرية الوصول إلى الرعاية الصحية والتعليم. في يوليو 2019، أزالت السلطات المحلية جميع اللافتات المكتوبة باللغة العربية عن الشركات المملوكة للسوريين في أورفة وجعلت اللافتات باللغة التركية إلزامية.

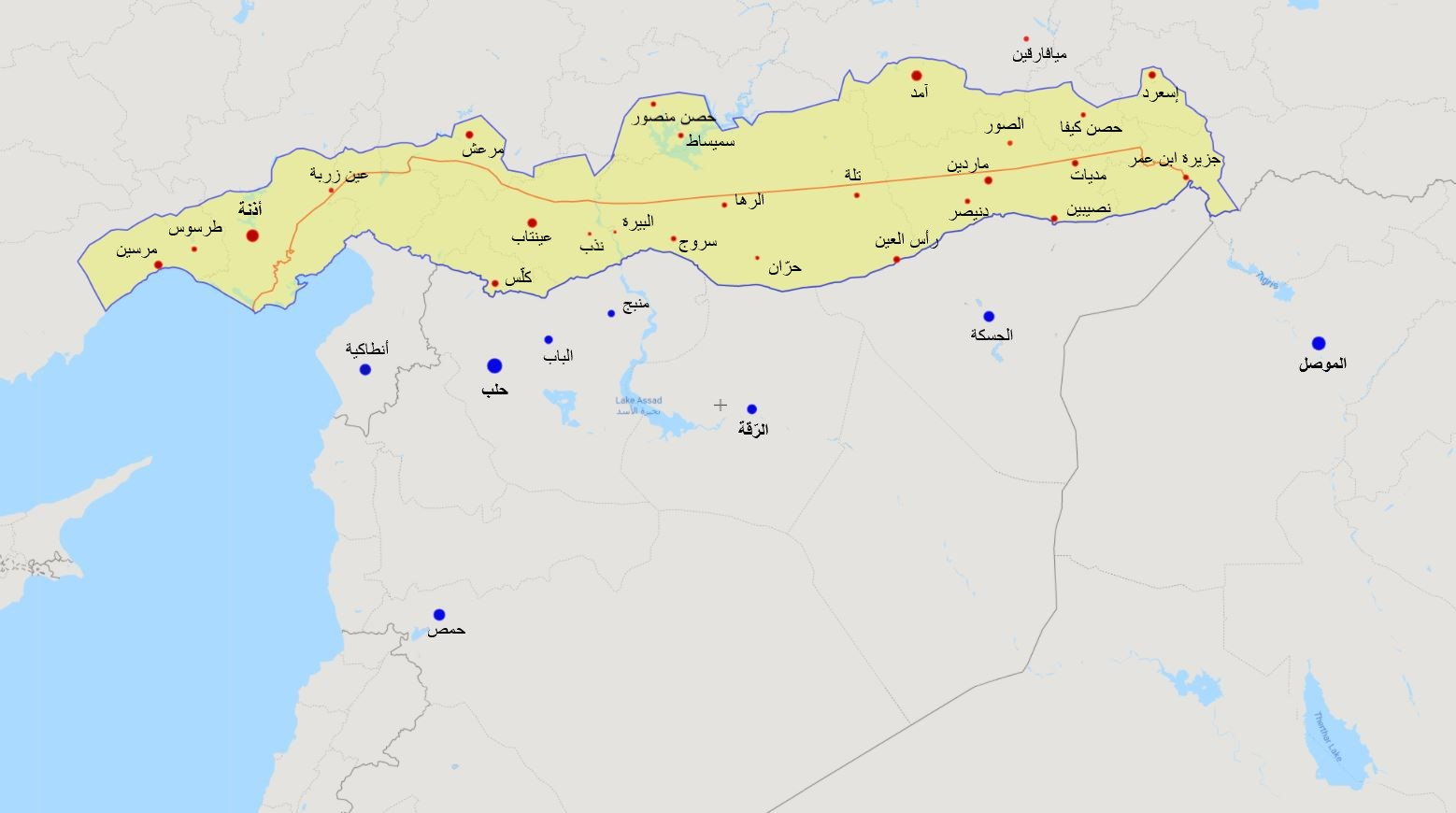
مدن الأقاليم السورية الشمالية في المنطقة المظللة بالأصفر وتظهر الرها (أورفة) في وسطها تقريبا شرق نهر الفرات

## تاريخ المدينة

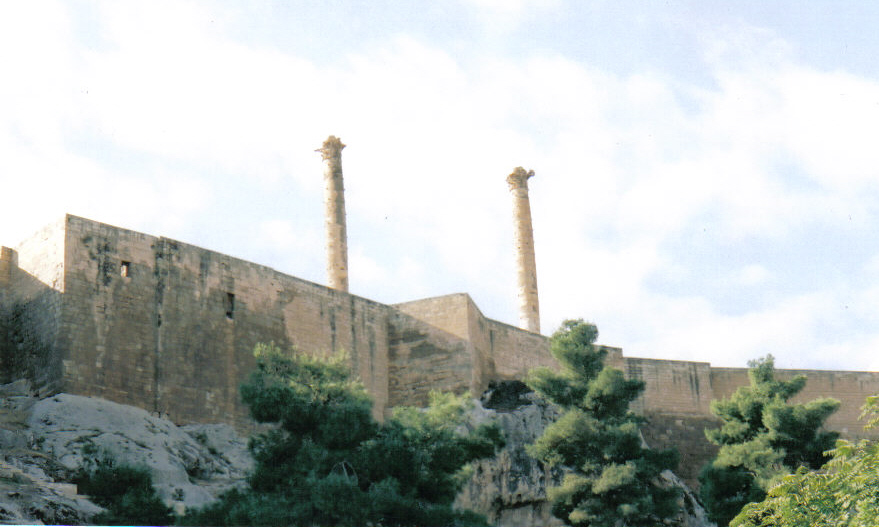
قلعة الرها

كانت عاصمة مملكة الرها، وكان أهلها يتحدثون باللهجة السريانية من اللغة الآرامية. ضُمت إلى الإمبراطورية الرومانية سنة 212 للميلاد، ثم أصبحت بعد انتشار المسيحية فيها مركزاً دينياً وثقافياً مهماً للمسيحية السريانية. رعوائيل الذي اسمه رزاح بن موص بن العيصو بن اسحق بن ابراهيم بن نوح بن ادريس شيث بن ادم كان يسكن هناك
تعاقب عليها البيزنطيون والفرس الساسانيون قبل أن يدخلها المسلمون صُلحاً بقيادة عياض بن غنم سنة 638 ميلادية.
أقام فيها الصليبيون كونتية الرها سنة 1098 للميلاد التي استمرت إلى أن استرجعها منهم عماد الدين زنكي سنة 1144.
يعتبر المؤرخ الألماني غيرهارد إندريس في كتابه عن تاريخ الإسلام بأن هزيمة الصليبيين في الرها سنة 1144، ثم استعادة القدس سنة 1187 من الفرنجة، هو ما ساهم في بدء فهم أعمق للإسلام وما سيعرف بعدها بقرون باسم «الدراسات الشرقية؛» وذلك بعدما كان يُعد الإسلام والمسلمون هرطقة وهراطقة في فهم الأوساط السائدة الأوروبية في إطار الصراع الديني الصليبي. فكان أن تلا سقوط الرها مبادرة للراهب الفرنسي بطرس المحترم بتكليف فريق مترجمين لترجمة أعمال عربية، فظهرت أول ترجمة في أوروبا للقرآن، وإن كانت إعادة صياغة أكثر مما هي ترجمة دقيقة.
دخلها العثمانيون سنة 1517 ميلادية، ثم صارت بعد سقوط الدولة العثمانية جزءاً من تركيا بموجب معاهدة لوزان التي استبدلت معاهدة سيفر التي أنهت الحرب العالمية الأولى.